# Ching yan
Ching yan – hongkoński film akcji w reżyserii Dantego Lama, którego premiera odbyła się w 27 listopada 2008 roku.

## Obsada
Źródło: Rotten Tomatoes

- Nicholas Tse
- Nick Cheung
- Zhang Jingchu
- Liu Kai-chi
- Miao Pu
- Keung Ho-man
- Jing-hung Kwok
- Sherman Chung
- Zhang He
- Suet-yin Wong
- Wong Sum-yin

## Odbiór

### Dochód
Film zarobił 8 milionów dolarów hongkońskich.

### Nagrody
| Rok  | Nagroda              | Kategoria                | Nominacja                               | Wynik     |
| ---- | -------------------- | ------------------------ | --------------------------------------- | --------- |
| 2009 | Hong Kong Film Award | Best Screenplay          | Jack Ng, Dante Lam                      | Nominacja |
| 2009 | Hong Kong Film Award | Best Actor               | Nick Cheung                             | Nominacja |
| 2009 | Hong Kong Film Award | Best Supporting Actor    | Liu Kai-chi                             | Nominacja |
| 2009 | Hong Kong Film Award | Best Film Editing        | Chan Ki-hop                             | Nominacja |
| 2009 | Hong Kong Film Award | Best Sound Design        | Phyllis Cheng, Nip Kei Wing, David Wong | Nominacja |
| 2009 | Golden Horse Award   | Best Leading Actor       | Nick Cheung                             | Wygrana   |
| 2009 | Golden Horse Award   | Best Action Choreography | Tung Wai, Bruce Law                     | Nominacja |
| 2009 | Asian Film Award     | Best Supporting Actor    | Nick Cheung                             | Nominacja |
| 2009 | Asian Film Award     | Best Editor              | Chan Ki-hop                             | Nominacja |